# Wargaming Chicago-Baltimore
Wargaming Chicago-Baltimore (anciennement Wargaming West et Day 1 Studios) est une entreprise américaine de développement de jeux vidéo fondée en 2001, et qui opère à Chicago, ainsi qu'à Hunt Valley dans le Maryland.
Le 29 janvier 2013, l'entreprise biélorusse Wargaming.net à l’origine du titre World of Tanks, annonce l'acquisition de Day 1 Studios pour un montant de 20 millions de dollars.

## Jeux développés
En tant que Day 1 Studios
| Titre                    | Date de Sortie | Plates-formes                    |
| ------------------------ | -------------- | -------------------------------- |
| MechAssault              | 2002           | Xbox                             |
| MechAssault 2: Lone Wolf | 2004           | Xbox                             |
| FEAR                     | 2006           | PlayStation 3, Windows, Xbox 360 |
| Fracture                 | 2008           | PlayStation 3, Xbox 360          |
| FEAR 3                   | 2011           | PlayStation 3, Windows, Xbox 360 |
| Reign of Thunder         | NC             | Windows                          |

En tant que Wargaming Chicago-Baltimore
| Titre          | Date de Sortie | Plates-formes                     |
| -------------- | -------------- | --------------------------------- |
| World of Tanks | 2014           | Xbox 360, Xbox One, PlayStation 4 |